# 충청남도 119광역기동단
충청남도 119광역기동단(忠淸南道 119廣域機動團)는 충청남도, 세종특별자치시를 관할하는 충청남도 소방본부 산하의 특수구조단이다.
기동단장은 지방소방정으로 보한다.

## 조직
- 재난대책팀
- 구급팀
- 구조팀
- 기동1·2·3팀

## 항공장비
자체 식별번호는 CN(Chungnam)을 사용한다.

### 운용중
- AW139 1기 (HL9611)[2]: 2015년 도입

### 퇴역
- W-3A 1기 (HL9449): 2000년 배치, 2011년 서산시 해미면 산수저수지에 추락.[3]

## 사건사고
- 2011년 3월 19일 6시 48분경 충청남도 서산시 해미면 산수저수지에서 한서대학교 뒷산의 산불진화를 위해 물을 담던 도중 추락해 탑승정비사가 사망하였다.[4]

## 같이 보기
- 대한민국 국민안전처
- 중앙소방본부
- 대한민국의 소방
- 소방관 계급